# Model in the Loop
Model in the Loop (MIL) ist die Simulation eines eingebetteten Systems in einer frühen Entwicklungsphase der Modellierung im Bereich der modellbasierten Softwareentwicklung. Eingebettete Systeme kommunizieren mit ihrer Umwelt und erwarten häufig plausible Sensorsignale als Eingang und stimulieren dann das physische System. Um richtig zu funktionieren, muss die Umgebung des eingebetteten Systems simuliert werden. Wird nun das eingebettete System (Modell) in einer Schleife zusammen mit dem Umgebungsmodell simuliert, spricht man von Model in the Loop Simulation.
MIL ist eine kostengünstige Möglichkeit um Algorithmen für eingebettete Systeme zu testen. Entwicklungs- und Simulationsumgebungen für die modellbasierte Entwicklung sind beispielsweise MATLAB/Simulink, PLECS, Dymola, ASCET oder die freie Software Scilab/Xcos.
In nachfolgenden Entwicklungsstufen wird dann von Software in the Loop (SIL), Processor in the Loop (PIL) und Hardware in the Loop (HIL) gesprochen. Das Prinzip ist gleich. Das eingebettete Objekt wird zusammen mit einer Simulation der Umgebung ausgeführt.